# بخش مرکزی شهرستان بندر گز
بخش مرکزی شهرستان بندر گز یکی از بخش‌های شهرستان بندر گز در استان گلستان ایران است.

## تقسیمات کشوری
- بخش مرکزی شهرستان بندر گز
  - دهستان انزان شرقی
  - دهستان انزان غربی

شهر: بندر گز

## جمعیت
بنابر سرشماری مرکز آمار ایران، جمعیت بخش مرکزی شهرستان بندرگز در سال ۱۳۸۵ برابر با ۳۱۰۸۷ نفر بوده است.